# Freinte
La freinte est la part d’une marchandise qui est perdue au cours d’une opération telle que son transport ou son stockage.
Le mot freinte est un terme juridique ancien[réf. souhaitée] désignant une perte souvent confondue avec le vol[réf. nécessaire], car comme lui, elle est a posteriori financière[pas clair].
La freinte concerne la partie d’un intrant donné qui n’a pas de fonction indépendante dans le processus de production, qui n’est pas consommée dans la production du produit exporté (pour cause d’inefficacité par exemple) et qui n’est pas récupérée, utilisée ni vendue par ce même fabricant.

## Définition
En droit international de la vente, la freinte représente une diminution de la valeur d'une marchandise due à une avarie de transport, une perte.
Toute diminution, au cours du temps, de poids ou de volume de la marchandise, inhérente à la nature de celle-ci, constitue une freinte de route (Décret français no 99-267 du 1er avril 1999 portant approbation du contrat type pour les transports publics de marchandises par voie navigable dit « contrat à temps ») La freinte de route (souvent appelée « déchet de route ») se mesure par jaugeage, tel que défini à l’article 2.9. (Relevé contradictoire des échelles du bateau, avant et après chargement et déchargement.)
L’entrepreneur de transport est tenu pour responsable de la partie de la freinte de route qui dépasse la tolérance portée au document de transport, ainsi qu’il est prévu à l’article 3.1.
À défaut d’une telle mention, l’entrepreneur de transport est responsable du dépassement des tolérances suivantes :
- 2,5 % pour les marchandises ayant un taux d’humidité supérieur à 10 % ;
- 1 % pour les marchandises sèches sujettes à freinte de route, généralement admise pour les grains en vrac.

## Exemples

### Céréales
Lors de la manutention de céréales, le stock diminue toujours un peu du fait de l'érosion des grains, de la dispersion des poussières, des vidanges incomplètes de cales ou de trémie, etc. La freinte est exprimée comme étant cette diminution en masse du stock. Le taux de poussières (minérales comme la terre et végétales comme barbes ou follicules) vaut couramment 0,1 % du tonnage stocké.

### Charcuterie
Lors de son séchage, un saucisson perd du poids du fait de la perte d'eau : ainsi, une pièce pesant un kilogramme avant peut ne plus peser que 950 g après, ce qui représente une freinte de 5 %.

## Autres expressions
En métallurgie, on parle de « mise au mille » : rapport entre une tonne d’acier brut et le poids d’acier forgé. La calamine qui se détache sous les chocs quand l’acier se refroidit représente une perte inéluctable.
Concernant les alcools, pour lesquels l’évaporation, même à travers un tonneau en bois, est inévitable, le taux de freinte est aussi appelé « la part des anges ».
Dans la distribution, les grands magasins en particulier, on parle de « démarque inconnue », il s’agit le plus souvent de vol. Pour limiter la freinte dans les dépôts de presse, le syndicat national des dépositaires autorise la mise en place de dispositifs de télésurveillance.

## Par extension
Évidemment, entre des grains de blé qui s’envolent et d’autres qui disparaissent, l’écart est parfois difficile à déceler ; on élargit donc souvent la notion de freinte à l’ensemble des coûts associés au bris, au vol et à la détérioration des stocks. Ils découlent généralement de pertes de marchandises survenues lors de la manutention ou à la suite de vols ou de négligence (fuite d’une cuve, etc.). Le taux de freinte couvre donc non seulement les écarts d’inventaires ou de gestion des palettes, mais aussi la casse lors des manutentions en entrepôt et lors du conditionnement (emballage).

## Freinte normale
Nombre de contrats commerciaux stipulent la mention « Compte tenu de la freinte normale ».
Pour le poisson, la freinte est la perte de poids due au froid, à la chaleur, à la dessiccation ; elle s’étend aux marchandises invendues, déclassées ou jetées. Cette freinte est évaluée à 13 % du poids en moyenne.
Pour le maïs, on distingue la variation de la teneur en eau de la freinte. L’humidité est dite faible autour de 15 %, élevée à partir de 25 %. La freinte est plus grande quand l’humidité est plus forte, car le grain est plus fragile. Elle concerne les pertes dues aux manipulations, aux grains cassés, aux poussières et aux fines brisures.
Pour un blé d'un degré d´humidité relativement élevé, les freintes de stockage et de mouture sont calculées jusqu’à 4 %[pas clair] sur les blés livrés aux moulins.
Pour une brasserie, il faut distinguer la freinte bouteille (casse du verre dans la fabrique et perte du contenu) et la freinte bière. Celle-ci représente la différence entre le volume de bière fourni à l’entrée des groupes de conditionnement et le volume de bière déclaré en sortie de production. Cette freinte, comme les jus de drêche, est une charge polluante à traiter. Une industrie brassicole mal équipée subit une freinte au cours de la production de près de 10 %, tandis que les brasseries mieux équipées n'accusent qu'un pourcentage de pertes inférieur à 5 %.
Pour le tisserand, qui travaillait autrefois à domicile, la pièce tissée qu’il apportait au fabricant était pesée. La freinte est la différence de poids avec celui de la matière livrée. Elle était composée systématiquement de pertes inévitables par déchets et par variations hygrométriques et parfois d’un prélèvement par le tisserand pour son usage personnel.
Pour le lavage de laine ou le délainage, un arrêté français du 21 décembre 2007, relatif à la pollution des eaux, rappelle que la freinte est la différence entre le poids de la laine mise aux machines, diminuée de 2 % et la somme de tous les produits commercialisés à l'exclusion de la suintine et des poussières de battage. La tonne de freinte devient la base de calcul de la redevance pour pollution.
Pour les animaux vivants, on parle également de freinte durant leur transport, en raison du stress qu'ils subissent. Elle peut dépasser 10 % après 8 h de voyage.
Pour le fromage, la freinte est la perte de poids durant l’affinage. Elle ne concerne pas la dessiccation qui se mesure aisément mais la consommation de matière par lipolyse (matière grasse) ou protéolyse (matière azotée) : les enzymes et moisissures se nourrissent et en échange donnent sa saveur au produit.
Pour la viande, de la même façon, cette matière vivante se « consume », par le phénomène bactérien, elle perd des protéines et donc du poids. La freinte variera selon la tendreté de la viande, son taux de matière grasse.